# Máy đo huyết áp

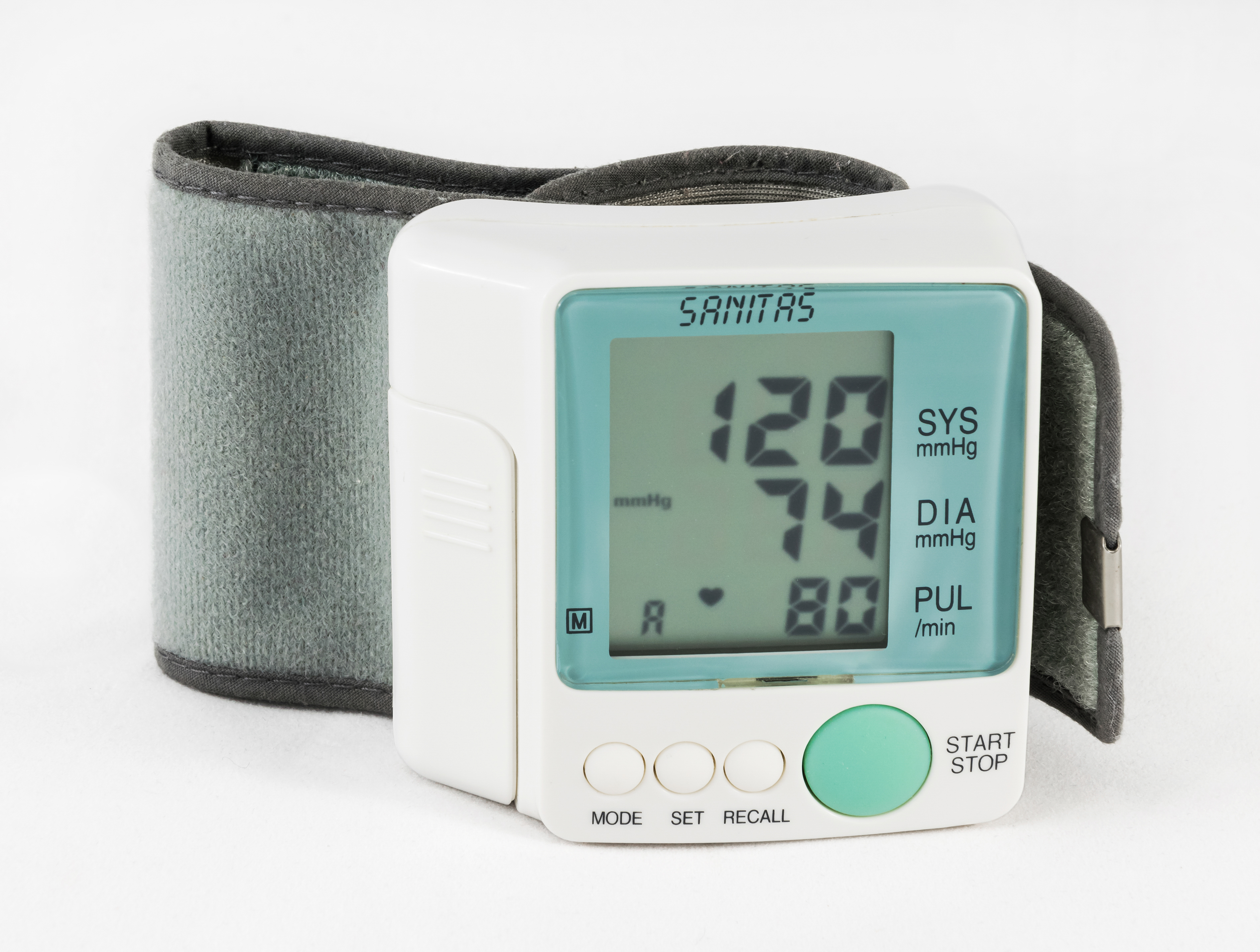
BP 120/74 mmHg hiện kết quả trên đồng hồ huyết áp điện tử

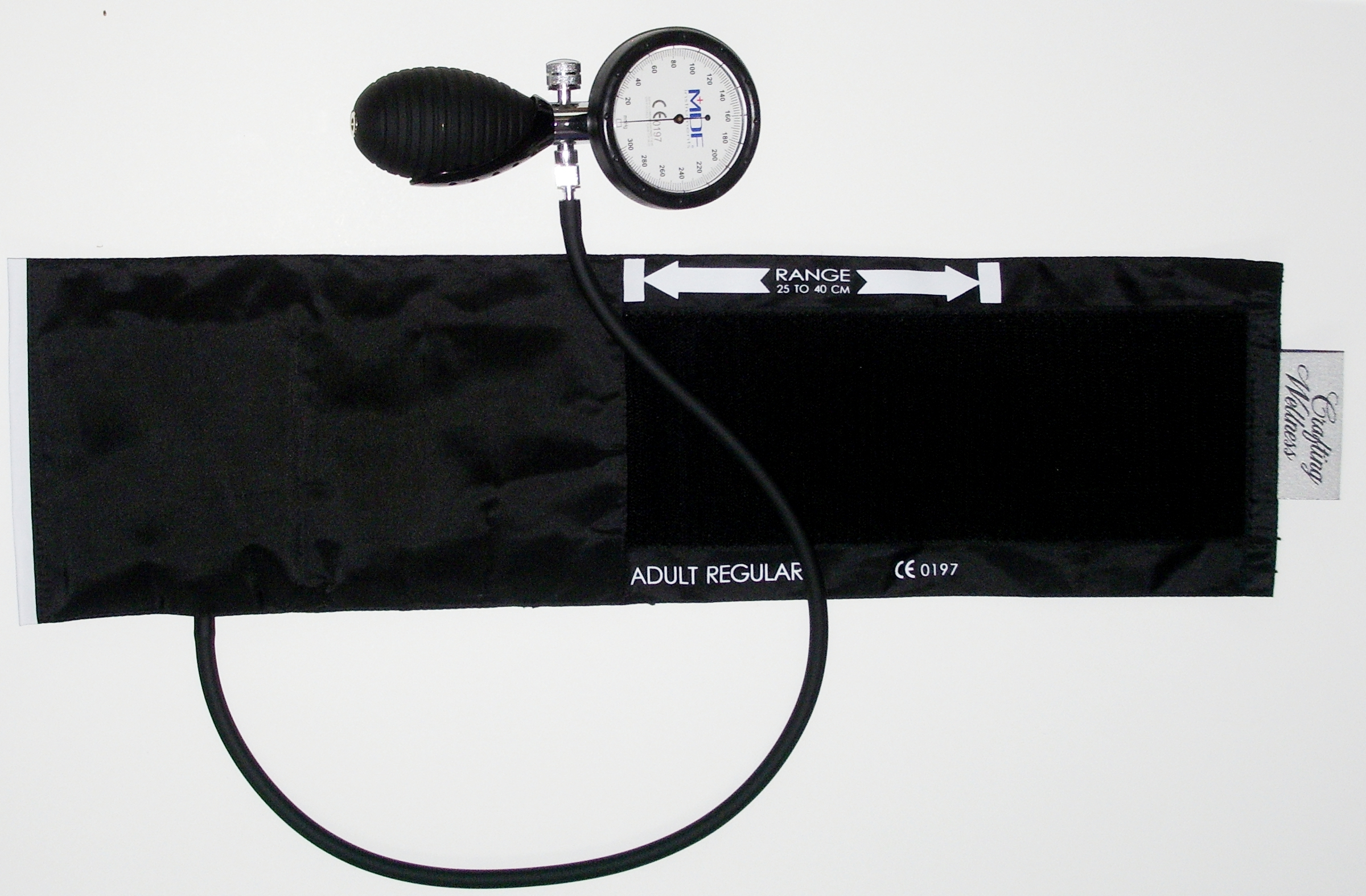
Đồng hồ huyết áp Aneroid

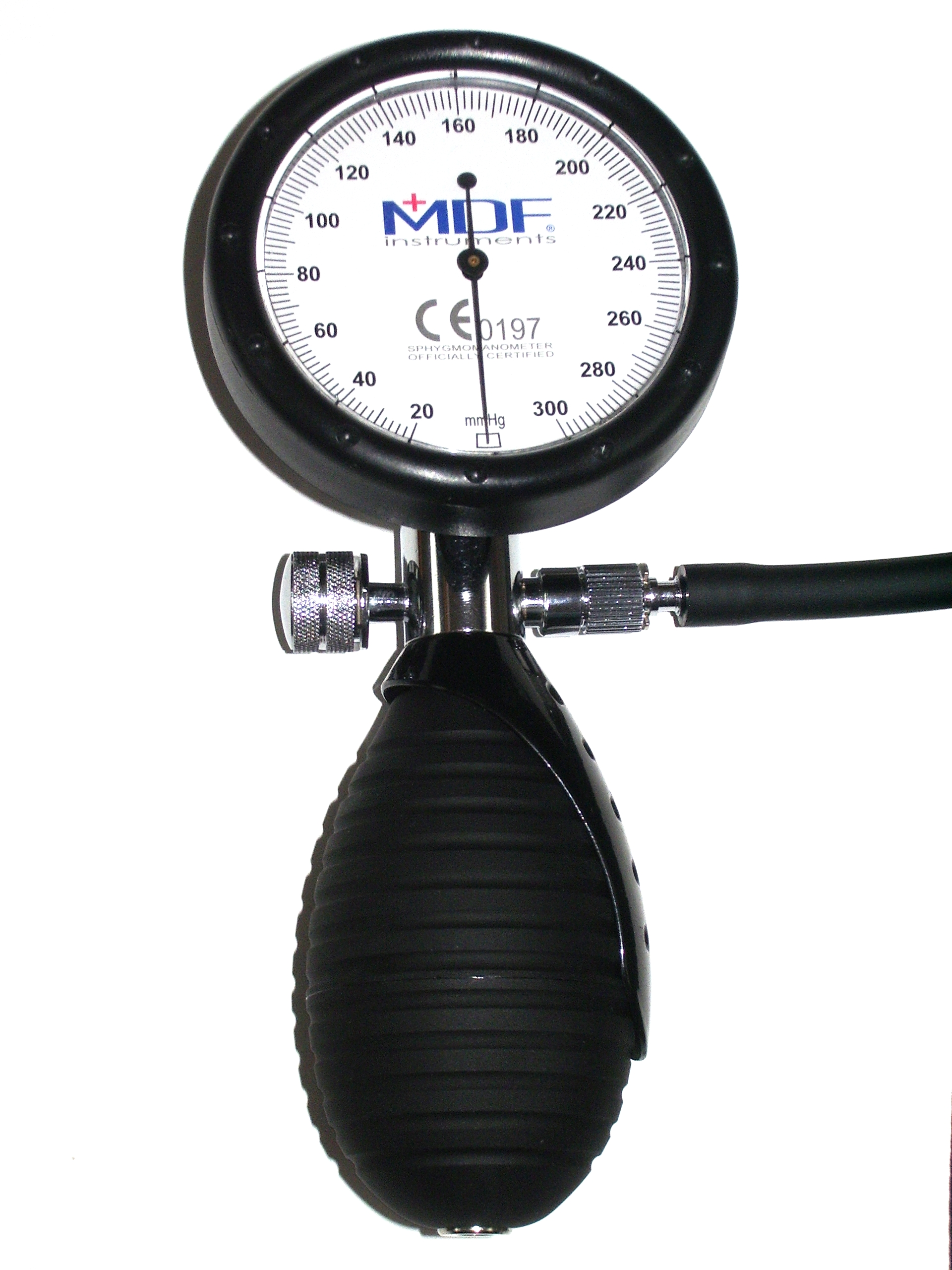
Aneroid sphygmomanometer dial, bulb, and air valve

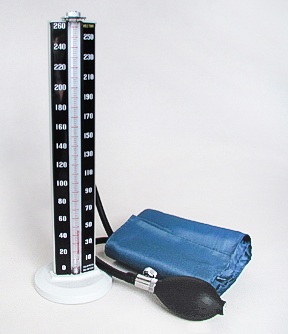
Clinical mercury Manometer

Một máy đo huyết áp, đồng hồ đo huyết áp hoặc huyết áp kế là một thiết bị được sử dụng để đo huyết áp, bao gồm một vòng bít bơm hơi hạn chế lưu lượng máu, và một thủy ngân hoặc áp kế cơ khí thủy ngân để đo lường các áp lực. Nó luôn luôn được sử dụng kết hợp với một phương tiện để áp lực lưu lượng máu chỉ là bắt đầu, và những gì áp lực là không bị cản trở. Máy đo huyết áp thủ công được sử dụng kết hợp với một ống nghe.
Từ này trong tiếng Anh xuất phát từ các sphygmós Hy Lạp (xung), cộng với thời hạn áp kế khoa học (đồng hồ đo áp lực). Thiết bị này được phát minh bởi Samuel Siegfried Karl Ritter von Basch năm  Scipione Riva-Rocci giới thiệu một phiên bản dễ dàng sử dụng hơn vào năm 1896. Năm 1901, Harvey Cushing hiện đại hóa thiết bị và phổ biến rộng rãi trong cộng đồng y tế.
Máy đo huyết áp bao gồm một bơm hơi vòng bít, một đơn vị đo lường (áp kế thủy ngân, hoặc đánh giá bằng sắt), và bóng đèn van bơm phồng, cho các dụng cụ thủ công

## Các loại máy đo huyết áp
Hiện nay, trên thị trường có rất nhiều loại máy đo huyết áp khác nhau và mỗi loại đều có ưu điểm và tính năng riêng. Tuy nhiên, các loại máy sẽ được chia thành ba loại chính như sau:

#### Máy đo huyết áp điện tử
Đây là dòng máy sử dụng cảm ứng điện để đo dao động của huyết áp và kết quả được tự động hiển thị trên màn hình điện tử dưới dạng số. Dòng máy này được thiết kế dạng khối nhỏ gọn nhưng vô cùng chắc chắn để có thể mang theo khi đi xa. Màn hình của máy to và hiển thị rõ các chỉ số về huyết áp, tim mạch giúp người bệnh dễ dàng đọc được kết quả. Đặc biệt, loại máy này rất dễ sử dụng, bất kể ai cũng có thể tự thao tác mà không cần sự trợ giúp của người khác.

#### Máy đo huyết áp cơ
Máy đo huyết áp cơ là dòng máy đo truyền thống được sử dụng nhiều tại các cơ sở y tế như phòng khám, bệnh viện. Nếu bạn mua dòng máy này để dùng cho gia đình thì vẫn phải cần người có chuyên môn mới có thể thao tác được. Loại máy này hoạt động bằng cách bơm căng hơi và tạo áp suất lên băng quấn tay để làm thay đổi kim chỉ trên đồng hồ huyết áp.

#### Máy đo huyết áp thủy ngân
Máy đo huyết áp thủy ngân được thiết kế đặc biệt bao gồm một thước đo có hình trụ dài có vỏ bằng thủy tinh và bên trong chứa thủy ngân. Bên cạnh đó máy còn có các thiết bị đi kèm đó là bóng bơm hơi, vòng bít và dây nối với trụ thủy ngân để tạo áp lực. Ưu điểm của máy đo huyết áp thủy ngân đó là cho kết quả rất chính xác, có thể sử dụng lâu dài, ít phải bảo dưỡng, không cần phải thao tác nhiều trong quá trình sử dụng. Bên cạnh đó, loại máy này có điểm trừ đó là có thiết kế khá cồng kềnh khó mang theo khi đi xa. Đặc biệt, do vỏ bên ngoài là thủy tinh nên nếu sử dụng không cẩn thận sẽ bị vỡ và làm thủy ngân chảy ra ngoài rất độc hại.